# Love Is Gonna Save Us
Singles par Benny Benassi
No Matter What You Do
(2004) Illusion
(2004)
Pistes de Hypnotica
Let It Be
(4) Inside Of Me
(6)
Love Is Gonna Save Us est une chanson du DJ italien Benny Benassi sortie le 25 mai 2004 sous le major Universal. Single extrait de son premier album studio Hypnotica, la chanson a été écrite par Alessandro Benassi, Marco Benassi, Daniella Galli et produite par Alfredo Larry Pignagnoli. Le single se classe dans 4 hit-parades de pays différents en Belgique (Wallonie et Flandre), en France et aux Pays-Bas dont le top 20 en Wallonie.

## Classement par pays
| Classement (2004)                       | Meilleure position |
| --------------------------------------- | ------------------ |
| Belgique (Flandre Ultratop 50 Singles)  | 39                 |
| France (SNEP)                           | 35                 |
| Pays-Bas (Nederlandse Top 40)           | 52                 |
| Belgique (Wallonie Ultratop 50 Singles) | 19                 |
| France Club 40                          | 17                 |